# Laukvik
Laukvik est une localité du comté de Troms, en Norvège.

## Géographie
Administrativement, Laukvik fait partie de la kommune de Lenvik.